# Montevideo Wanderers Fútbol Club
El Montevideo Wanderers Fútbol Club és un club de futbol uruguaià de la ciutat de Montevideo.

## Història
El Montevideo Wanderers, o simplement Wanderers va ser fundat el 25 d'agost de 1902. Originàriament vestia samarreta blava i blanca a franges verticals. Posteriorment canvià al seu uniforme a ratlles blanques i negres com a homenatge al club argentí Estudiantes de Buenos Aires.
El club ha jugat a diversos estadis al llarg de la seva història, com l'estadi Belvedere, actual seu del Liverpool FC. També ha sofert diverses èpoques on no tingué estadi propi. L'actual estadi és l'estadi Viera, situat al barri de Prado de la capital uruguaiana.

## Evolució de l'uniforme
| 1902 | 1903-avui |

## Jugadors destacats
- Obdulio Varela
- Enzo Francescoli
- Pablo Bengoechea
- Sebastián Eguren
- Mauro Camoranesi

## Palmarès
- 4 Lliga uruguaiana de futbol: 1906, 1909, 1923 (no oficial), 1931